# Ćorkovac
Ćorkovac är ett vattendrag i Bosnien och Hercegovina.   Det ligger i entiteten Republika Srpska, i den centrala delen av landet, 90 km nordväst om huvudstaden Sarajevo.
I omgivningarna runt Ćorkovac växer i huvudsak lövfällande lövskog. Runt Ćorkovac är det ganska tätbefolkat, med 67 invånare per kvadratkilometer.